# 보통군사법원
보통군사법원(普通軍事法院, General military court)은 대한민국의 군사법원 중 전시에 군사재판의 제1심을 행하는 군사법원이다.

## 변천
2021년 군사법원법 개정 전까지 보통군사법원은 평시에 군사재판의 제1심을 관할하는 군사법원으로써, 개정 전 군사법원법 제6조 제2항에 따라 국방부 및 육군, 해군, 공군 산하의 일부 부대에 설치되어 있었다. 그러나 2021년 개정되어 2022년 7월부터 시행을 앞둔 군사법원법(법률 제18465호, 이하 '개정 군사법원법')은 제1심을 관할하는 보통군사법원이 각 부대에 개별적으로 설치된 탓에 부대 및 사령관의 영향을 받는 것을 우려하여, 제1심을 국방부장관 산하의 지역군사법원이 처리하도록 하고, 그 법원의 숫자도 총 30곳에서 5곳으로 축소하게 된다.

## 조직 및 구성
개정 군사법원법은 '전시·사변 또는 이에 준하는 국가비상사태'인 경우 국방부장관이 편제상 장성급 장교가 지휘하는 부대 또는 기관에 보통군사법원을 설치할 수 있도록 하고 있다(제534조의2, 제534조의3). 보통군사법원의 사법행정 등 행정사무는 관할관이 담당하며, 관할관은 그 보통군사법원이 설치된 부대의 부대와 지역의 사령관, 장 또는 책임지휘관으로 하되 국방부에 설치되는 보통군사법원의 관할관은 고등군사법원의 관할관인 국방부장관이 겸임하게 된다(제534조의4 제2항, 제3항).
다만 전시 보통군사법원의 구성은 개정 전 군사법원법상 보통군사법원과 아무런 차이가 없다. 개정 군사법원법에 따른 보통군사법원의 재판부는 재판관 1인 또는 3인으로 구성하며(제534조의8 제1항), 재판관은 군판사 또는 심판관으로 한다(제3항). 심판관은 영관급 이상의 장교 중에서 관할관이 임명하고(제534조의10), 재판관 역시 관할관이 지정한다(제534조의11). 이는 개정 전 군사법원법 제3장의 규정을 거의 그대로 옮긴 것이다.

## 관할
개정 군사법원법에 따른 전시 보통군사법원의 심판사항은 개정 전 군사법원법상 보통군사법원의 관할과 동일하다(제534조의5). 다만 이러한 규정에 의하면 전시 보통군사법원은 군사법원이 설치된 부대의 직속부하와 직접 감독을 받는 사람에 대해 관할권이 있으나 예하부대에 별도로 군사법원이 설치된 경우에는 그 군사법원이 관할권을 지니는데(제1항 제1호), 개정법상 전시에 군사법원이 어느 부대에 설치될 것인지가 명시되어 있지 않으므로 토지관할에 대해서는 알려진 바가 없다. 이에 대해서는 아래와 같은 개정 정 군사법원법에 따른 보통군사법원 설치 내역을 참고할 수 있을 것이다.

### 개정 전 목록
2021년 개정 전 군사법원법(법률 제17367호) 제6조 제2항 [별표] 및 군사법원의 조직에 관한 규정(대통령령 제29400호) 제5조 제4항 [별표 3]에 따른 보통군사법원 설치 부대 및 그 재판을 지원받는 관계는 아래와 같다.
- 국방부
  - 국방부 보통군사법원
- 육군
  - 본부 군사법원 1부의 지원을 받는 곳
    - 육군본부 보통군사법원
    - 육군교육사령부 보통군사법원
    - 육군군수사령부 보통군사법원

  - 본부 군사법원 2부의 지원을 받는 곳
    - 제2군단사령부 보통군사법원
    - 제3군단사령부 보통군사법원
    - 제8군단사령부 보통군사법원

  - 본부 군사법원 3부의 지원을 받는 곳
    - 육군제2작전사령부 보통군사법원

  - 본부 군사법원 4부의 지원을 받는 곳
    - 지상작전사령부 보통군사법원
    - 수도방위사령부 보통군사법원
    - 육군특수전사령부 보통군사법원
    - 제7군단사령부 보통군사법원
    - 수도군단사령부 보통군사법원
    - 제1군단사령부 보통군사법원
    - 제5군단사령부 보통군사법원
    - 제6군단사령부 보통군사법원
- 해군
  - 본부 군사법원 1부의 지원을 받는 곳
    - 해군본부 보통군사법원
    - 제1함대사령부 보통군사법원
    - 제2함대사령부 보통군사법원
    - 해병대사령부 보통군사법원
    - 제2해병사단 보통군사법원

  - 본부 군사법원 2부의 지원을 받는 곳
    - 해군작전사령부 보통군사법원
    - 제1해병사단 보통군사법원
- 공군
  - 본부 군사법원 1부의 지원을 받는 곳
    - 공군본부 보통군사법원
    - 공군교육사령부 보통군사법원
    - 공군공중전투사령부 보통군사법원

  - 본부 군사법원 2부의 지원을 받는 곳
    - 공군작전사령부 보통군사법원
    - 공군공중기동정찰사령부 보통군사법원
    - 공군방공유도탄사령부 보통군사법원
    - 공군방공관제사령부 보통군사법원

### 개정 전 군사법원장 목록
2021년 개정 전 군사법원법(법률 제17367호) 제6조 제4항, 군사법원의 조직에 관한 규정(대통령령 제29400호) 제4조 제1항에 따르면 각 군 본부에 설치된 보통군사법원의 장이 각 군 군사법원장이 된다. 각 군 군사법원장은 군법무관인 대령으로 보하며(제2항), 각 군 참모총장의 명을 받아 사법행정사무를 총괄하는 직위였다(제3항). 그 목록 중 육군 군사법원장 및 해군 군사법원장의 목록은 아래와 같다.
- 육군 군사법원장

| 순번 | 이름   | 재임 기간                 |
| ---- | ------ | ------------------------- |
| 1대  | 서재종 | 2000년 9월 ~ 2002년 3월   |
| 2대  | 이성섭 | 2002년 3월 ~ 2004년 1월   |
| 3대  | 황경환 | 2004년 1월 ~ 2005년 3월   |
| 4대  | 이은수 | 2005년 3월 ~ 2006년 4월   |
| 5대  | 김현수 | 2006년 4월 ~ 2007년 1월   |
| 6대  | 임천영 | 2007년 1월 ~ 2008년 1월   |
| 7대  | 홍창식 | 2008년 1월 ~ 2008년 12월  |
| 8대  | 김진기 | 2008년 12월 ~ 2009년 12월 |
| 9대  | 황민제 | 2009년 12월 ~ 2010년 12월 |
| 10대 | 김현수 | 2011년 1월 ~ 2011년 12월  |
| 11대 | 배순도 | 2011년 12월 ~ 2013년 3월  |
| 12대 | 정해윤 | 2013년 3월 ~ 2014년 3월   |
| 13대 | 김형동 | 2014년 3월 ~ 2014년 12월  |
| 14대 | 서재종 | 2014년 12월 ~ 2015년 12월 |
| 15대 | 김진기 | 2015년 12월 ~ 2016년 12월 |
| 16대 | 김상환 | 2016년 12월 ~ 현재        |

- 해군 군사법원장

| 순번 | 이름        | 재임 기간                          |
| ---- | ----------- | ---------------------------------- |
| 1대  | 박성용 소령 | 2000년 7월 1일 ~ 2000년 12월 14일  |
| 2대  | 김태영 중령 | 2000년 12월 15일 ~ 2002년 3월 2일  |
| 3대  | 강현태 소령 | 2002년 3월 3일 ~ 2003년 3월 18일   |
| 4대  | 박경수 중령 | 2003년 3월 19일 ~ 2003년 12월 10일 |
| 5대  | 김칠하 대령 | 2003년 12월 11일 ~ 2005년 3월 20일 |
| 6대  | 김영률 대령 | 2005년 4월 15일 ~ 2007년 5월 10일  |
| 7대  | 김칠하 대령 | 2007년 5월 9일 ~ 2007년 11월 18일  |
| 8대  | 강정우 대령 | 2007년 11월 18일 ~ 2009년 3월 4일  |
| 9대  | 신동욱 중령 | 2009년 3월 5일 ~ 2010년 12월 26일  |
| 10대 | 김영수 대령 | 2011년 1월 1일 ~ 2013년 12월 4일   |
| 11대 | 신동욱 중령 | 2013년 12월 5일 ~ 2015년 1월 9일   |
| 12대 | 이병오 중령 | 2015년 1월 19일 ~ 2016년 2월 3일   |
| 13대 | 옥도진 대령 | 2016년 2월 3일 ~ 현재              |

## 같이 보기
- 군사법원
- 대한민국의 군사법원
- 고등군사법원
- 군법무관